# Cutthroat Island
Cutthroat Island (Brasil: A Ilha da Garganta Cortada / Portugal: A Ilha das Cabeças Cortadas) é um filme de ação, aventura e comédia romântica de 1995, dirigido por Renny Harlin e escrito por Robert King e Marc Norman, baseado em uma história de Michael Frost Beckner, James Gorman, Bruce A. Evans e Raymond Gideon. É estrelado por Geena Davis, Matthew Modine e Frank Langella. O filme é uma coprodução internacional entre empresas nos Estados Unidos, França, Alemanha e Itália.
O filme teve uma produção notoriamente problemática e caótica, envolvendo várias reescritas e reformulações, e recebeu críticas negativas pelo roteiro, atuação e acrobacias irrealistas, enquanto os altos valores de produção, sequências de ação, locais de filmagem e trilha sonora foram elogiados. Foi uma decepção nas bilheterias arrecadando apenas US$10,017,322 em um orçamento de US$98 milhões, com uma das maiores perdas quando ajustada pela inflação na história do cinema em US$147 milhões. apareceu no Guinness World Records por ser o maior fracasso de bilheteria de todos os tempos e levou ao fim do gênero pirata naquele momento, até a produção da série de filmes Pirates of the Caribbean. Foi o último filme da Carolco Pictures antes de seu encerramento.

## Sinopse
Em 1668, na Jamaica, Morgan Adams persegue seu tio e companheiro pirata Dawg Brown, que capturou seu pai, Black Harry. Black Harry tem uma das três peças de um mapa para um enorme estoque de ouro na remota Ilha Cutthroat. Dawg tem outra peça, depois de roubá-la do cadáver de um terceiro irmão, Richard, enquanto um quarto irmão, Mordechai, tem a última peça. Harry se recusa a dar a Dawg sua peça e foge com a ajuda de Morgan, mas não antes de ser mortalmente ferido. Um Harry moribundo revela à filha a localização da peça do mapa: no couro cabeludo.
Depois de escalpelar o pai morto para a peça, Morgan, agora a capitã do navio de seu pai, a Morning Star, sai em busca do tesouro. Infelizmente, as instruções parecem estar em latim, que ninguém a bordo lê. Então, eles vão para Port Royal nas proximidades para encontrar um tradutor. Lá, eles aprendem que um dos escravos em leilão, um vigarista e ladrão chamado William Shaw, é fluente em latim. Depois de ameaçar um homem determinado a superá-la, Morgan vence o leilão. Infelizmente, ela é reconhecida pelo seu pôster de procurada e é expulsa da cidade, junto com sua equipe e Shaw. O governador humilhado e corrupto Ainslee promete encontrá-la, prendê-la ou formar uma parceria pela metade de seus lucros. Ele pede a ajuda do cronista John Reed, que muitas vezes segue piratas para escrever seus livros.
A tripulação então vai para Mordechai em Spittlefield Harbor. Antes que eles possam aprender onde está a segunda peça, Dawg aparece. Uma briga se inicia, durante a qual Mordechai é morto e Morgan é baleada, enquanto Shaw secretamente encontra a peça e a guarda para si. Depois que eles escapam no Morning Star, Morgan cai do seu ferimento, mas é salva por Shaw, que é um médico autoproclamado. Os dois começam um romance. Morgan descobre que as palavras no mapa, quando lidas para trás, soletram metade das coordenadas geográficas da ilha.
O navio de Dawg, o Reaper, cai sobre eles. Morgan a direciona para um recife de coral e um vendaval. Shaw consegue juntar a localização de Cutthroat Island com a sua e com a de Morgan, mas é pego e jogado na prisão. Durante a tempestade, Reed envia um pombo-correio revelando sua localização para Ainslee. Enquanto isso, a maioria da tripulação liderada pelos motins de Scully e traidores contra Morgan e aqueles leais a ela em um barco. A maré os leva direto à Ilha Cutthroat, que é uma terra desconhecida a nordeste de Cuba.
Enquanto Morgan vai atrás do tesouro, Shaw, que escapou durante a tempestade, rouba a última peça de Dawg, que está na ilha. Shaw cai na areia movediça e Morgan, percebendo que ele tem a peça, o liberta. Juntos, eles encontram o ouro, apenas para ser roubado por Dawg, forçando-os a pular de um penhasco na maré.
Depois de recuperar a consciência, Shaw encontra Reed, que o leva a uma armadilha montada por Dawg, Ainslee e os amotinados, que uniram forças e pretendem dividir o ouro entre eles. Quando Shaw é capturado e eles saem para o mar com o ouro, Morgan foge a bordo do Morning Star e o retira de Scully e dos amotinados.
A tripulação então tenta furtivamente atacar o Reaper, mas Dawg contra-ataca. Uma luta no mar se inicia, durante a qual Shaw escapa e Ainslee, seus homens e Reed são mortos por tiros de canhão. Morgan embarca no Reaper e explode no fundo do navio para chegar ao ouro. Ela então duela com Dawg enquanto Shaw fica preso abaixo na água subindo rapidamente com o tesouro. Morgan mata Dawg com um canhão e salva Shaw, forçado a abandonar o tesouro para escapar do navio afundando. Morgan anexou um barril de marcadores ao tesouro de antemão, permitindo que eles o recuperassem e a nova equipe rica partiu para sua próxima aventura em Madagascar.

## Elenco
- Geena Davis como Morgan Adams
- Matthew Modine como William Shaw
- Frank Langella como Dawg Brown
- Maury Chaykin como John Reed
- Patrick Malahide como Ainslee
- Stan Shaw como Sr. Glasspoole
- Harris Yulin como "Black" Harry Adams
- Rex Linn como Sr. Blair
- Paul Dillon como Snelgrave
- Jimmie F. Skaggs como Scully
- Angus Wright como Capitão Trotter
- Ken Bones como Toussant
- Chris Masterson como Bowen
- George Murcell como Mordechai "Fingers" Adams
- Richard Leaf como Snake the Lookout
- Rupert Vansittart como Capitão Perkins
- Renny Harlin (sem créditos) como Pirata com rifle
- Daragh O'Malley (sem créditos) como Bourke

## Produção

### Desenvolvimento

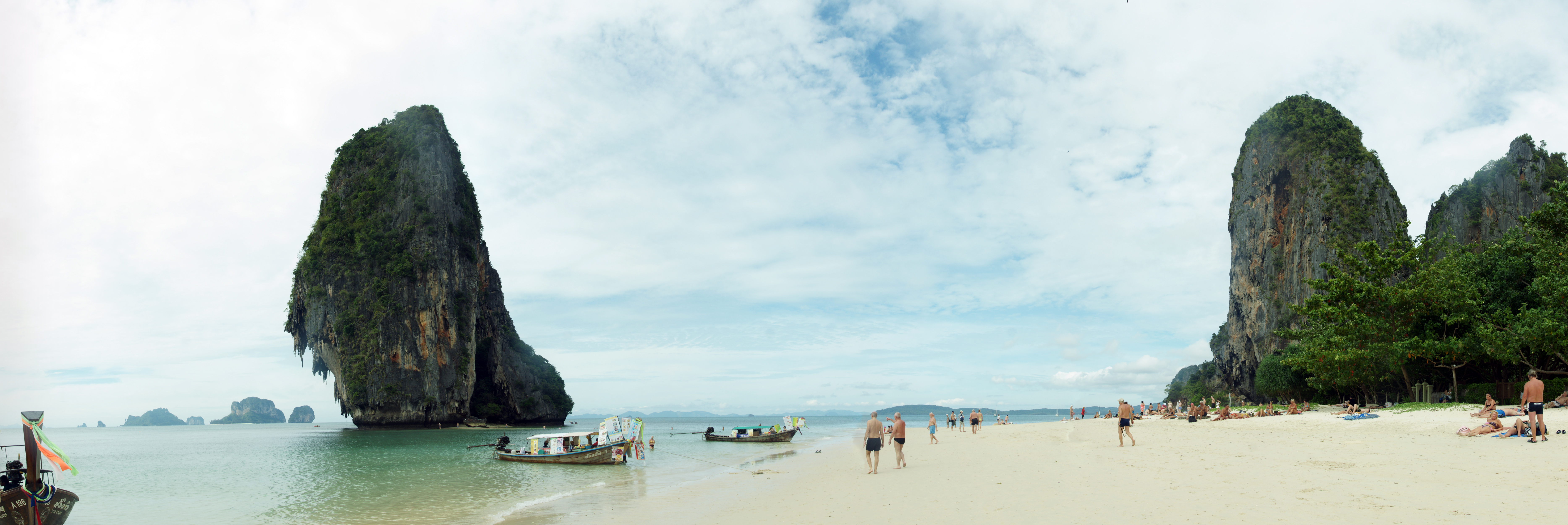
A praia de Phra Nang foi um dos locais de filmagem

Na época em que o filme foi produzido, Geena Davis e o diretor Renny Harlin eram casados. Harlin convenceu o produtor Mario Kassar a escalar Davis, que era conhecida por comédias leves, na esperança de que isso a transformasse em uma estrela de ação e aventura. Carolco Pictures, já profundamente endividada quando o filme entrou em pré-produção, inicialmente orçou US$60 milhões para Cutthroat Island e depositou suas esperanças de sobrevivência no sucesso do filme. Para financiar esse empreendimento, a empresa faminta de caixa cancelou seu único outro projeto em produção, Crusade, estrelado por Arnold Schwarzenegger, perdendo US$13 milhões no processo, mas liberando dinheiro adicional para Cutthroat Island. Também vendeu uma participação de US$20 milhões em Showgirls e Stargate, de Paul Verhoeven, e comercializou agressivamente Cutthroat Island para distribuidores no exterior, que foram convencidos a comprar os direitos de distribuição em seus vários países com a promessa de que o filme foi um sucesso garantido.
Michael Douglas originalmente concordou em interpretar Shaw sob duas condições: as filmagens tiveram que começar imediatamente, porque ele estava disponível apenas por um tempo limitado já que também estava gravando Disclosure, e seu personagem teve que ter a mesma quantidade de tempo de tela que Davis. Douglas finalmente desistiu, alegando que o papel de Davis foi expandido às custas de seu personagem, enquanto Davis queria sair quando Douglas o fez, mas estava contratualmente obrigada a terminar o filme. Depois de Douglas sair, Harlin estava tão preocupado com a tentativa de encontrar e definir um protagonista masculino que a construção e roteiro de trabalho foram feitas sem a sua autorização. Harlin não gostou do que viu quando a gravação foi marcada para começar, levando a enorme reconstrução cara e reescrita.
Tom Cruise, Keanu Reeves, Russell Crowe, Liam Neeson, Jeff Bridges, Ralph Fiennes, Charlie Sheen, Michael Keaton, Tim Robbins, Daniel Day-Lewis e Gabriel Byrne também recusaram o papel de Shaw, antes de Matthew Modine concordar em fazer o papel, em parte porque ele é um experiente esgrimista. Em relação a atuar com Geena Davis, mulher do diretor do filme, Modine declarou: "Trabalhar com um diretor que é casado com a atriz principal do filme é engraçado. Algumas vezes a situação é um pouco embaraçosa. Como nas cenas mais românticas, por exemplo". Modine veio ao Rio de Janeiro para promover o filme. Oliver Reed foi originalmente escalado em uma participação como Mordechai Fingers, mas foi demitido depois de entrar em uma briga de bar e depois de abaixar as calças em uma festa para mostrar aos membros da equipe sua tatuagem em suas partes íntimas, o que causou nojo de Geena Davis. George Murcell finalmente tomou seu lugar.

### Filmagem
A filmagem foi adiada por várias razões, permitindo que o orçamento ficasse fora de controle. Quando Harlin demitiu o principal operador de câmera após uma disputa, mais de duas dúzias de membros da equipe desistiram. Além disso, canos quebrados faziam com que o esgoto bruto caísse no tanque de água onde os atores deveriam nadar. Harlin gastou US$1 milhão em seu próprio dinheiro para reescrever o roteiro, pois a Carolco já estava com tanta dívida que não tinham mais como pagar.
O filme foi rodado em Malta e Tailândia. Cenas internas foram filmadas no Mediterranean Film Studios em Kalkara, Malta e nos estúdios Pinewood na Inglaterra, Reino Unido. Harlin exigia que os atores fizessem suas próprias acrobacias sempre que possível. Enquanto promovia o filme, Davis apareceu em talk shows com clipes dela fazendo acrobacias várias vezes (incluindo uma tomada em que ela caiu de uma janela muito cedo, abaixou o teto e sob uma carruagem) e descreveu os machucados e ferimentos que sofreu durante as filmagens.
A bandeira que aparece no navio de Morgan Adams é na verdade uma reprodução da bandeira do pirata Jack Rackham, um dos poucos que aceitavam a presença de mulheres a bordo de seu navio.

### Música
Por outro lado, a orquestral trilha sonora do filme de capa e espada do compositor John Debney foi aclamado pela crítica, e em comparação com as obras clássicas de Erich Wolfgang Korngold.

## Lançamento e recepção
Cutthroat Island teve um custo total de $98 milhões (embora alguns apontem um número tão alto quanto $115 milhões) e o total arrecadado nos EUA em bilheteria foi de apenas $10,017,322. Em 2014, o LA Times listou o filme como um dos mais caros fracassos de bilheteria de todos os tempos. Além de ser registrado no Guinness World Records como o maior fracasso de bilheteria de todos os tempos. Ele pode ter sido um fator que contribuiu para o desaparecimento da empresa de cinema, Carolco Pictures, e de Davis como uma estrela financiável. Ele estreou em #13 na bilheteria dos EUA. O filme tem uma classificação de 38% no Rotten Tomatoes com base em 40 análises, com uma classificação média de 4,43/10.
Harlin foi indicado para o Framboesa de Ouro de Pior Diretor por seu trabalho no filme, mas perdeu para Paul Verhoeven por Showgirls (outro filme feito pela Carolco).

### Consequência e legado
Em uma entrevista de rádio em 2011, diretor Harlin discutiu o fracasso de bilheteria do filme. Ele ressaltou que Carolco já estava em ruínas antes de Cutthroat Island começar a filmar, mas tive que fazer o filme uma vez que o financiamento de investidores estrangeiros já estava em vigor. MGM, distribuidora do filme, estava em processo de ser vendido e, portanto, não poderia dedicar-se em financiar uma campanha de marketing para o filme. Carolco entrou com pedido de proteção de bancarrota no Capítulo 11 um mês antes do lançamento de Cutthroat Island'.
O desastre abjeta de Cutthroat Island também é creditado com a redução significativa da bancarização de Hollywood a produção de filmes com temática de piratas, que se recuperou apenas com a produção de Pirates of the Caribbean: The Curse of the Black Pearl em 2003.

## Videogame
Um jogo eletrônico de plataforma de ação-aventura foi produzido pela Acclaim, e liberado para as principais plataformas da época (como o Mega Drive, Game Gear, Super NES e Game Boy) para se associar com o filme. Ele vagamente segue os acontecimentos do filme.